# Gare de Fumay
La gare de Fumay est une gare ferroviaire française de la ligne de Soissons à Givet, située sur le territoire de la commune de Fumay, dans le département des Ardennes en région Grand Est.
C'est une gare de la Société nationale des chemins de fer français (SNCF), desservie par des trains TER Grand Est.

## Situation ferroviaire
Établie à 128 mètres d'altitude, la gare de Fumay est située au point kilométrique (PK) 182,931 de la ligne de Soissons à Givet, entre les gares de Revin et de Haybes.

## Histoire
La gare de Fumay est inaugurée le 16 avril 1862 par la Compagnie des chemins de fer des Ardennes lors de la mise en service de la section de Nouzonville à Givet de la ligne de Soissons à Givet.

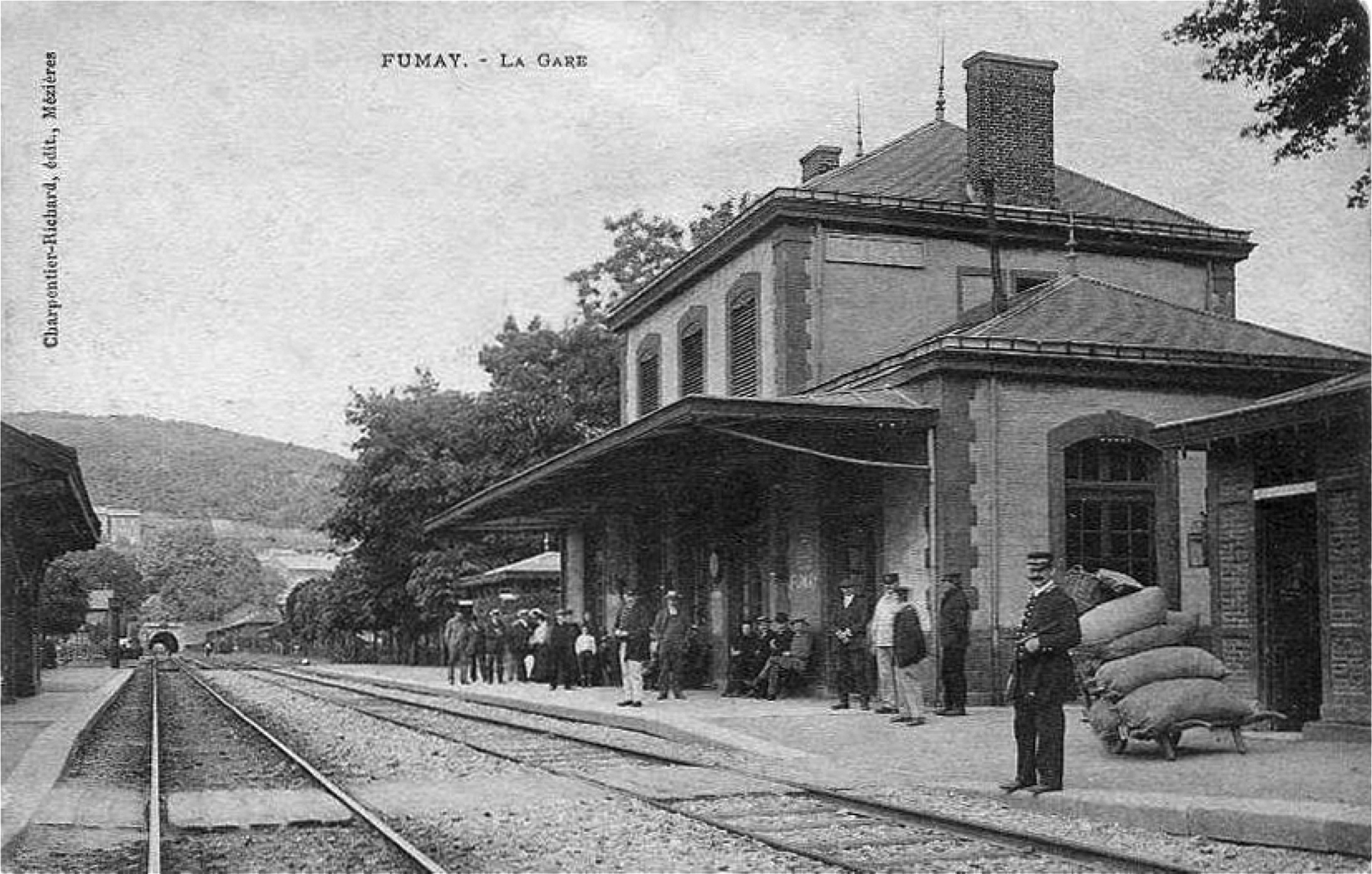
La gare vers 1900

Le bâtiment voyageurs date de l'ouverture de la ligne, il est notamment identique à ceux des gares de Vireux-Molhain et Nouzonville.
Il s'agit d'un bâtiment standard de la Compagnie des Ardennes, de style néoclassique, qui comporte un corps de logis à étage de trois travées sous toiture à deux croupes ainsi que deux ailes basses symétriques, lesquelles comportent deux travées ; leur toiture se termine par une croupe. Tous les percements recourent à l'arc bombé ; la façade, réalisée avec des pierres issues d'une carrière locale, est recouverte d'enduit et comporte des bandeaux et encadrements en pierre de taille.
L'aspect du bâtiment a été altéré dans les années 1960.

## Fréquentation
Selon les estimations de la SNCF, la fréquentation annuelle de la gare figure dans le tableau ci-dessous
.
| Année     | 2015   | 2016   | 2017   | 2018   | 2019   | 2020   | 2021   | 2022   | 2023    | 2024    |
| --------- | ------ | ------ | ------ | ------ | ------ | ------ | ------ | ------ | ------- | ------- |
| Voyageurs | 95 133 | 97 296 | 90 982 | 74 360 | 69 508 | 53 838 | 62 546 | 80 873 | 102 999 | 102 609 |

## Service des voyageurs

### Accueil
Gare SNCF, elle dispose d'un bâtiment voyageurs, avec un guichet ouvert tous les jours. Elle est équipée d'automates pour l'achat de titres de transport.
Une passerelle permet le passage d'un quai à l'autre.

### Desserte
Fumay est desservie par des trains TER Grand Est qui circulent entre les gares de Charleville-Mézières et de Givet, via Revin.

### Intermodalité
Un parc pour les vélos et un parking pour les véhicules sont aménagés.

## La gare dans la culture

### Dans la littérature
Dans le récit souriant d'une épopée touristique au long de Sambre et Meuse recueilli dans Chemins d'eau, Jean Rolin s'extasie devant la succession des gares qui ponctuent son trajet de Givet à Charleville-Mézières (pour lui, chacune « pourrait être celle où débarque le narrateur d'Un balcon en forêt ») et spécialement des panneaux invitant à prendre garde au train croiseur, où il choisit de lire « sans doute une allusion, pour les enfants, à quelque moloch du premier âge industriel ».
Le gare de Fumay est également le théatre des premiers chapitres du livre "Le train" (1961) de Georges Simenon racontant la fuite du personnage principale et de sa famille face à l'avancée des Nazis en 1940.

### Au cinéma
Les films qui font apercevoir la gare de Fumay sont : Les Patates, comédie dramatique réalisée par Claude Autant-Lara en 1969, et Le Train, film franco-italien réalisé par Pierre Granier-Deferre, sorti en 1973.